# Aktenvortrag
Der juristische Begriff Aktenvortrag – auch Kurzvortrag – bezeichnet die Einführung der Zuhörer, meist Vorgesetzte in der öffentlichen Verwaltung oder ein Richterkollegium durch den Vortragenden in den Sach- und Streitstand einer Rechtssache. Der Aktenvortrag soll die Sache gedrängt, aber erschöpfend darstellen und endet gewöhnlich mit einem Entscheidungsvorschlag des Vortragenden.
In der Regel stellt der Aktenvortrag somit eine kurze Zusammenfassung der wesentlichen Inhalte (z. B. Parteivorbringen, Anträge oder Prozessgeschichte) eines rechtshängigen Verfahrens dar. Er dient der Unterrichtung der nicht eingearbeiteten Entscheidungsträger oder Richterkollegen über ein laufendes Verfahren und der Vorbereitung einer abschließenden Entscheidung des Falles.
Der Aktenvortrag ist unter diesem Begriff vor allem als Prüfungsleistung für Rechtsreferendare in der mündlichen Prüfung im Staatsexamen bekannt. In seiner dort stark formalisierten Form der Prüfungsleistung findet er so jedoch in der gerichtlichen Praxis nur noch selten statt, häufiger jedoch in allen Bereichen der öffentlichen Verwaltung.